# Homewood (Alabama)
Homewood ist eine Stadt im Jefferson County im US-Bundesstaat Alabama, Vereinigte Staaten. Die Stadt ist ein Vorort von Birmingham und hat eine der höchsten Bevölkerungsdichten Alabamas. Das U.S. Census Bureau hat bei der Volkszählung 2020 eine Einwohnerzahl von 26.414 ermittelt.

## Geographie
Homewoods geographische Koordinaten sind 33° 28′ N, 86° 48′ W (33,468306, −86,808146). Nach den Angaben des United States Census Bureaus hat der Ort eine Fläche von 21,5 km², die vollständig aus Landflächen besteht.

## Demographie
Zum Zeitpunkt des United States Census 2000 bewohnten Homewood 25.043 Personen. Die Bevölkerungsdichte betrug 1163,6 Personen pro km². Es gab 11.494 Wohneinheiten, durchschnittlich 534,0 pro km². Die Bevölkerung Homewoods bestand zu 79,75 % aus Weißen, 15,30 % Schwarzen oder African American, 0,20 % Native American, 2,57 % Asian, 0,20 % Pacific Islander, 1,0 % gaben an, anderen Rassen anzugehören und 1,16 % nannten zwei oder mehr Rassen. 2,80 % der Bevölkerung erklärten, Hispanos oder Latinos jeglicher Rasse zu sein.
Die Bewohner Homewoods verteilten sich auf 3640 Haushalte, von denen in 27,2 % Kinder unter 18 Jahren lebten. 41,0 % der Haushalte stellten Verheiratete, 11,4 % hatten einen weiblichen Haushaltsvorstand ohne Ehemann und 45,0 % bildeten keine Familien. 36,2 % der Haushalte bestanden aus Einzelpersonen und in 9,4 % aller Haushalte lebte jemand im Alter von 65 Jahren oder mehr alleine. Die durchschnittliche Haushaltsgröße betrug 2,16 und die durchschnittliche Familiengröße 2,87 Personen.
Die Stadtbevölkerung verteilte sich auf 20,3 % Minderjährige, 17,8 % 18–24-Jährige, 34,0 % 25–44-Jährige, 17,3 % 45–64-Jährige und 10,6 % im Alter von 65 Jahren oder mehr. Das Durchschnittsalter betrug 30 Jahre. Auf jeweils 100 Frauen entfielen 86,0 Männer. Bei den über 18-Jährigen entfielen auf 100 Frauen 81,9 Männer.
Das mittlere Haushaltseinkommen in Homewood betrug 55.431 US-Dollar und das mittlere Familieneinkommen erreichte die Höhe von 70.256 US-Dollar. Das Durchschnittseinkommen der Männer betrug 40.969 US-Dollar, gegenüber 34.694 US-Dollar bei den Frauen. Das Pro-Kopf-Einkommen in Homewood war 25.491 US-Dollar. 7,6 % der Bevölkerung und 4,4 % der Familien hatten ein Einkommen unterhalb der Armutsgrenze, davon waren 4,5 % der Minderjährigen und 4,3 % der Altersgruppe 65 Jahre und mehr betroffen.

## Schulen
- Homewood High School
- Homewood Middle School
- Hall Kent Elementary School
- Shades Cahaba Elementary School
- Edgewood Elementary School
- John Carroll High School

Die Homewood High School Patriot Marching Band nahm mehrmals an Macy’s Thanksgiving Day Parade in New York City teil (im Jahr 2006 zum siebten Mal).

## Söhne und Töchter der Stadt
- Samantha Shaw (* 1957), Politikerin[2]
- Katy Freels (* 1990), Fußballspielerin
- Ameer Abdullah (* 1993), American-Football-Spieler